# Marina Beach
Marina Beach est une des plus grandes plages du monde. C'est une portion de près de 13 kilomètres de la Côte de Coromandel, littoral du Tamil Nadu. Elle est située à Chennai.

## Galerie photographique

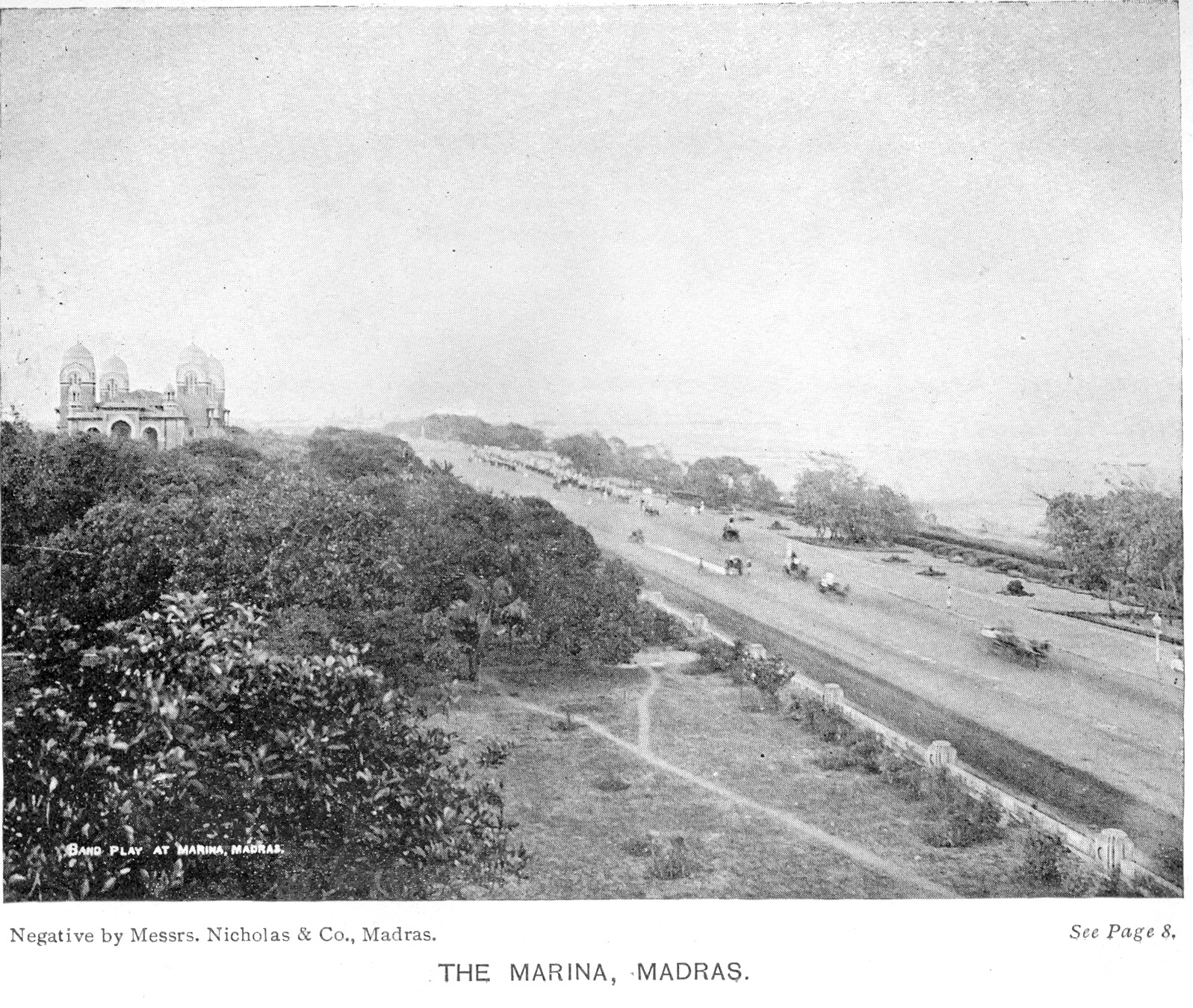
La promenade de Madras, en 1913
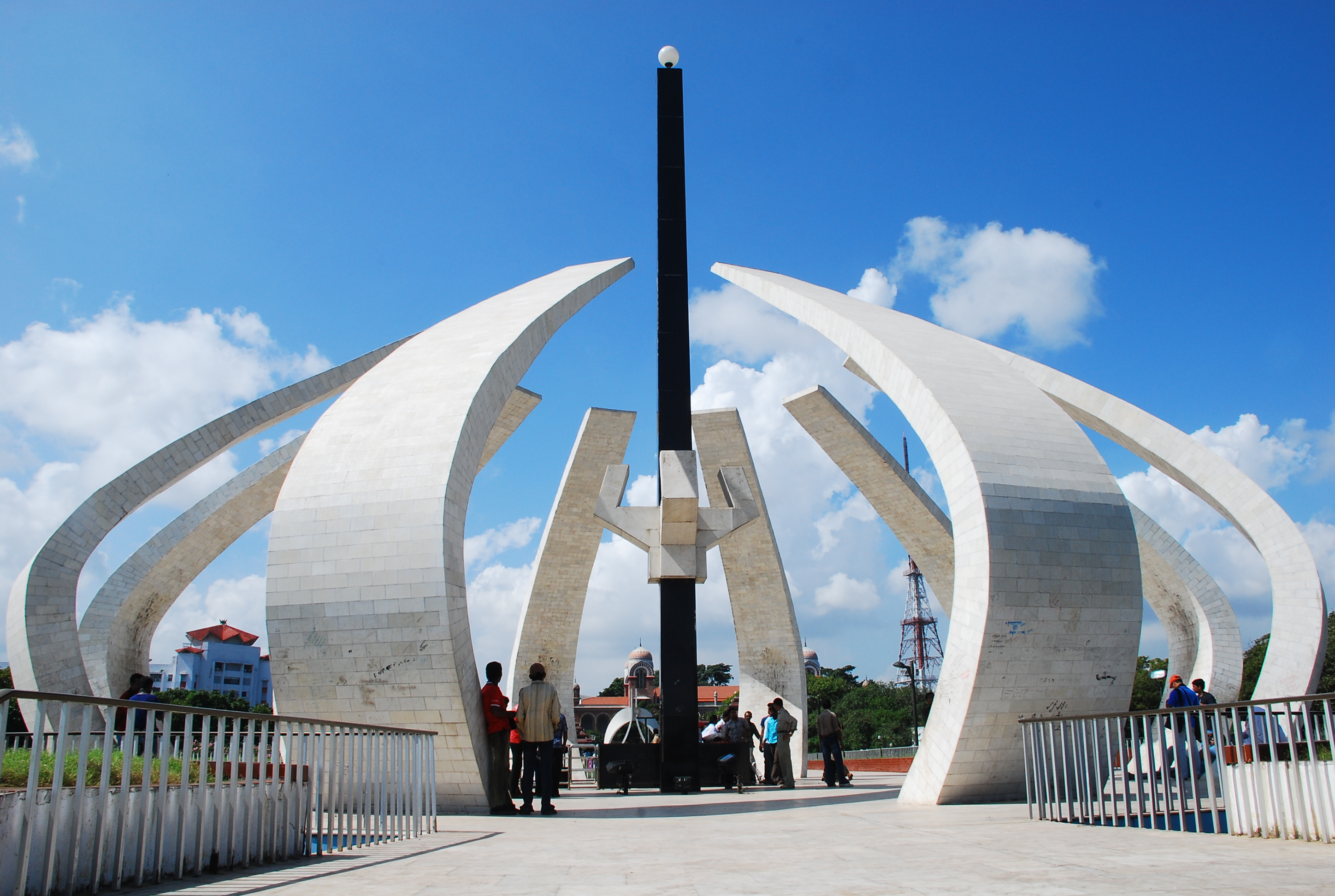
Le MGR Memorial
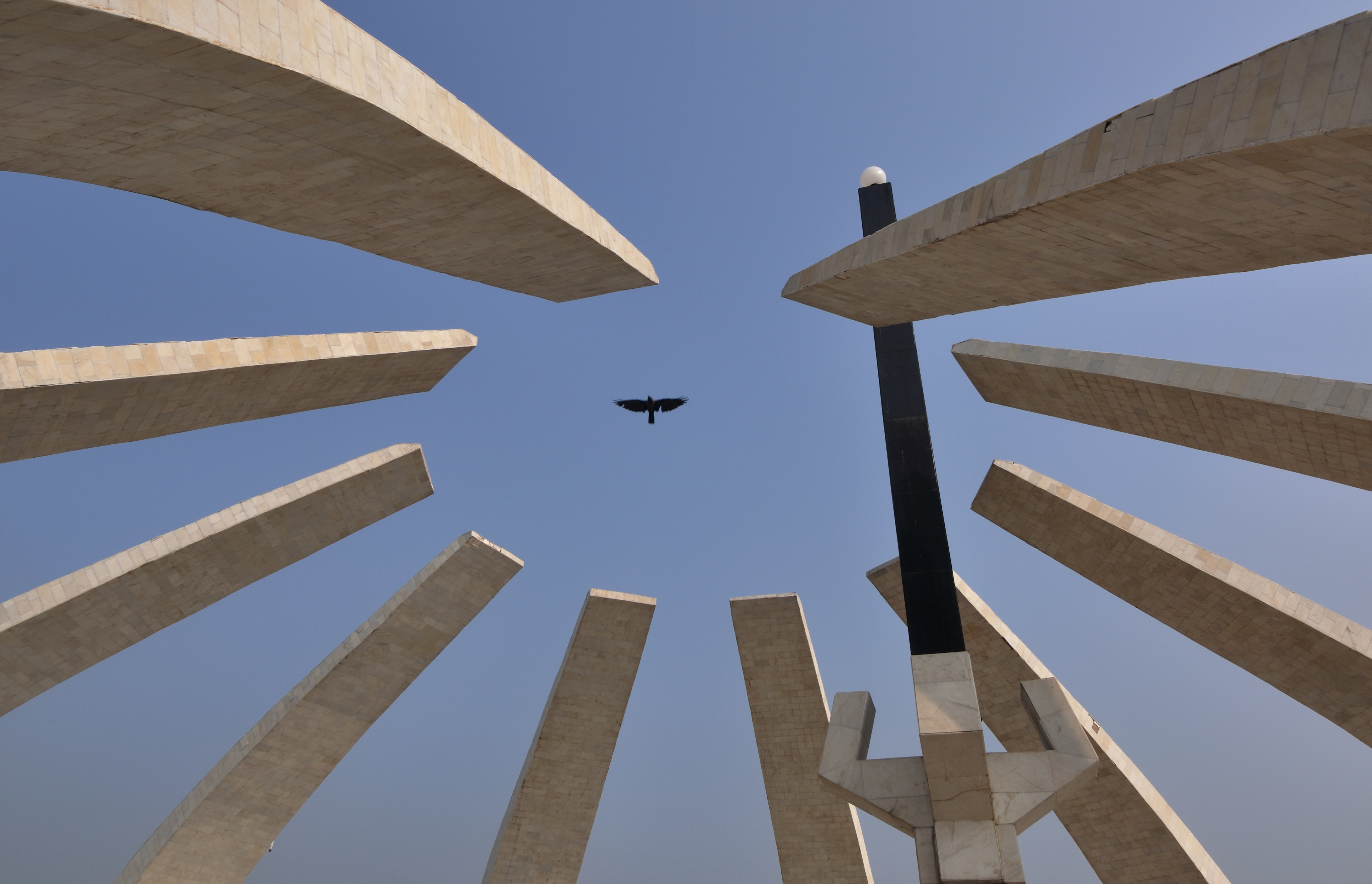
Le MGR Mémorial avec oiseau
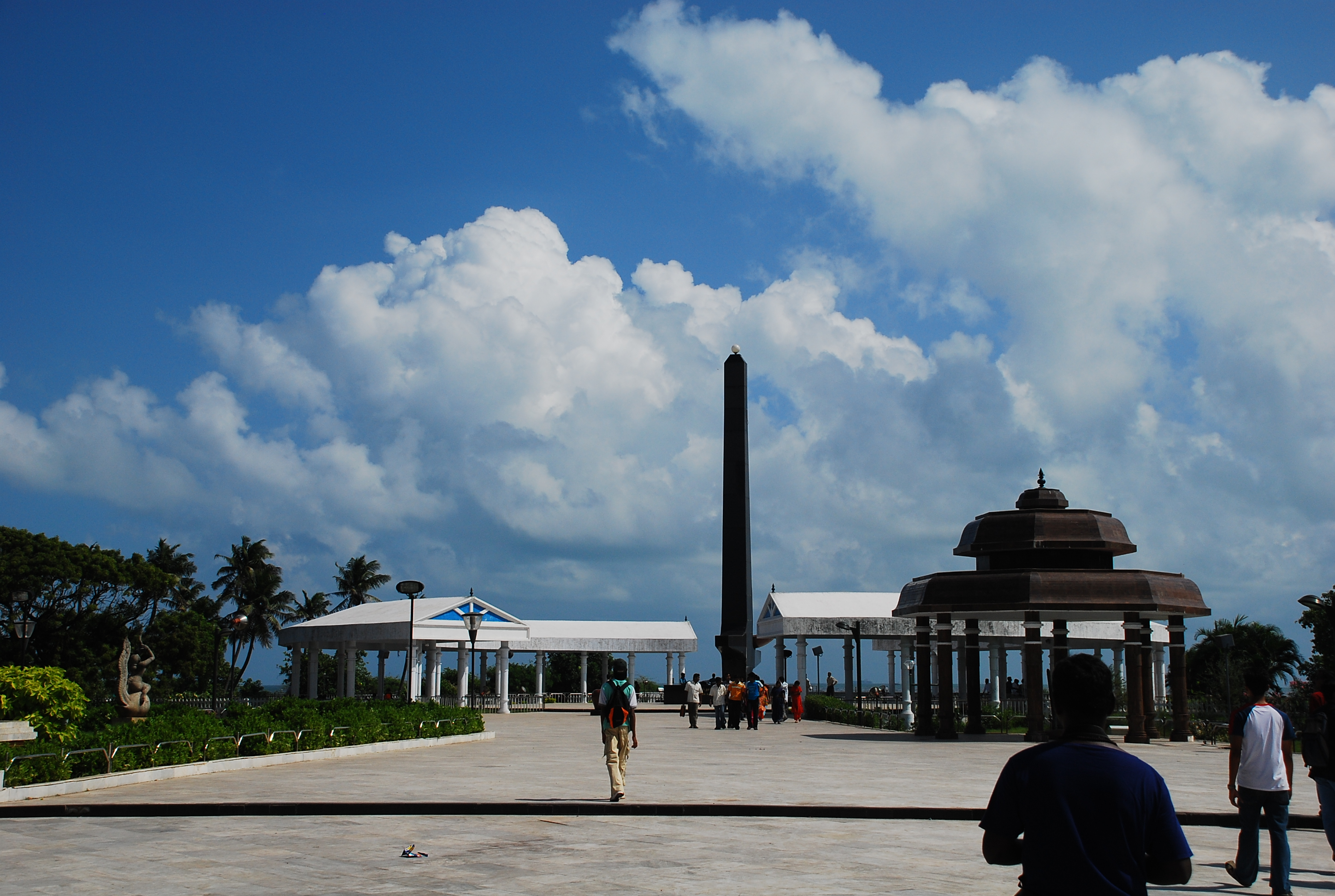
Anna Memorial
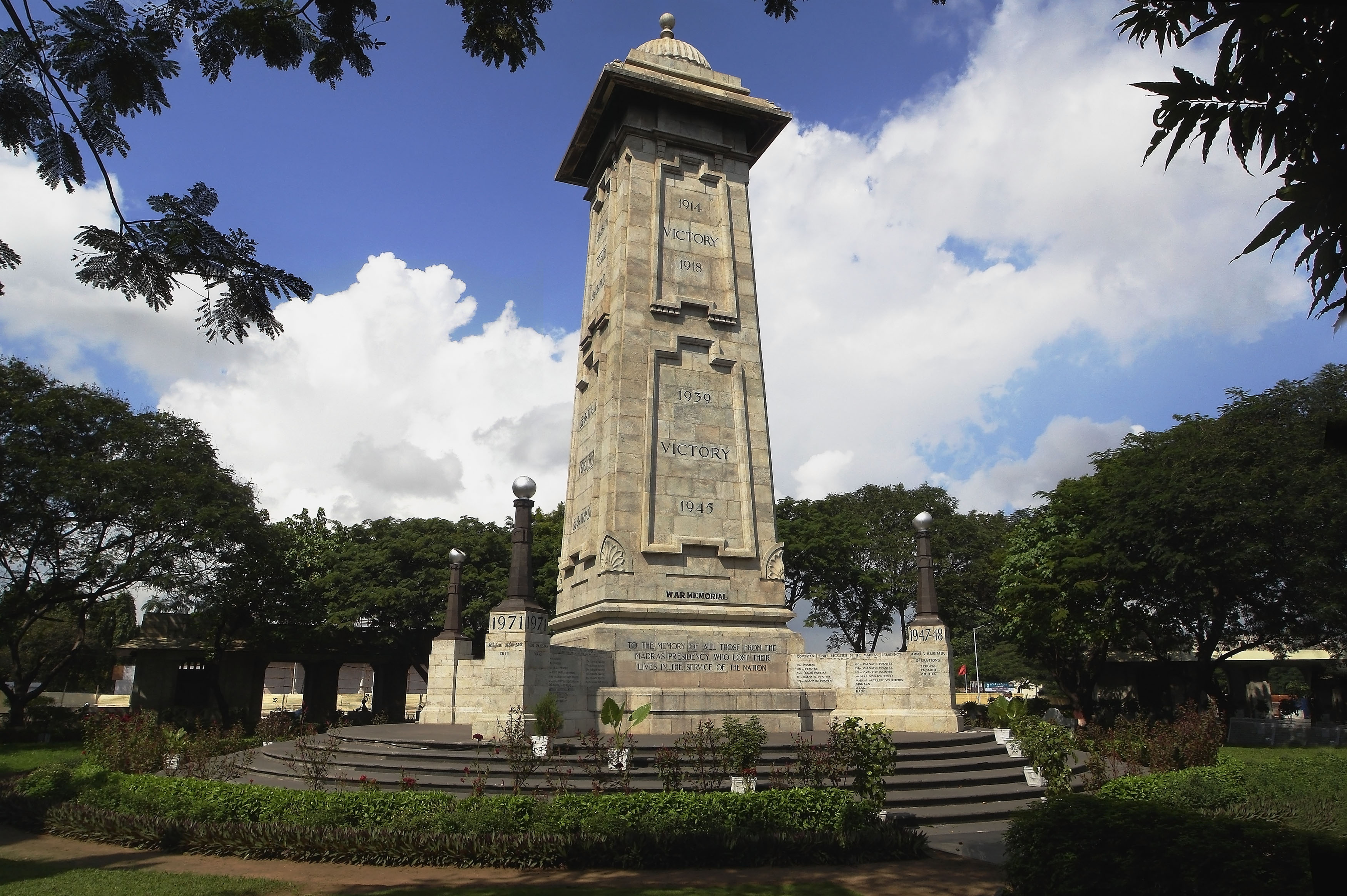
Victory War Memorial
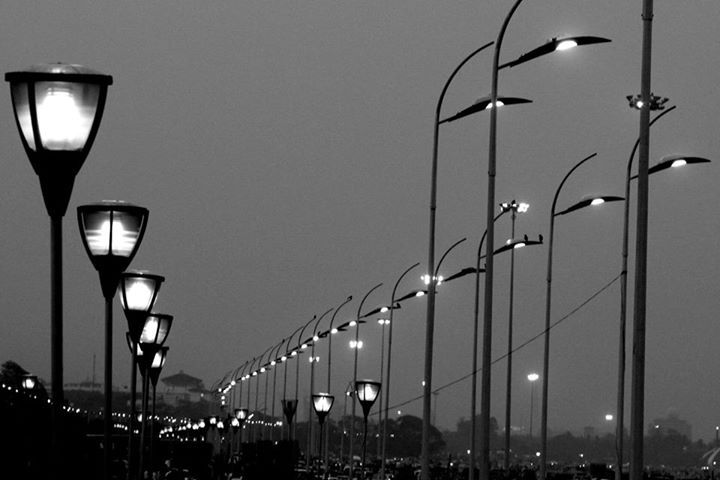
La promenade, la nuit
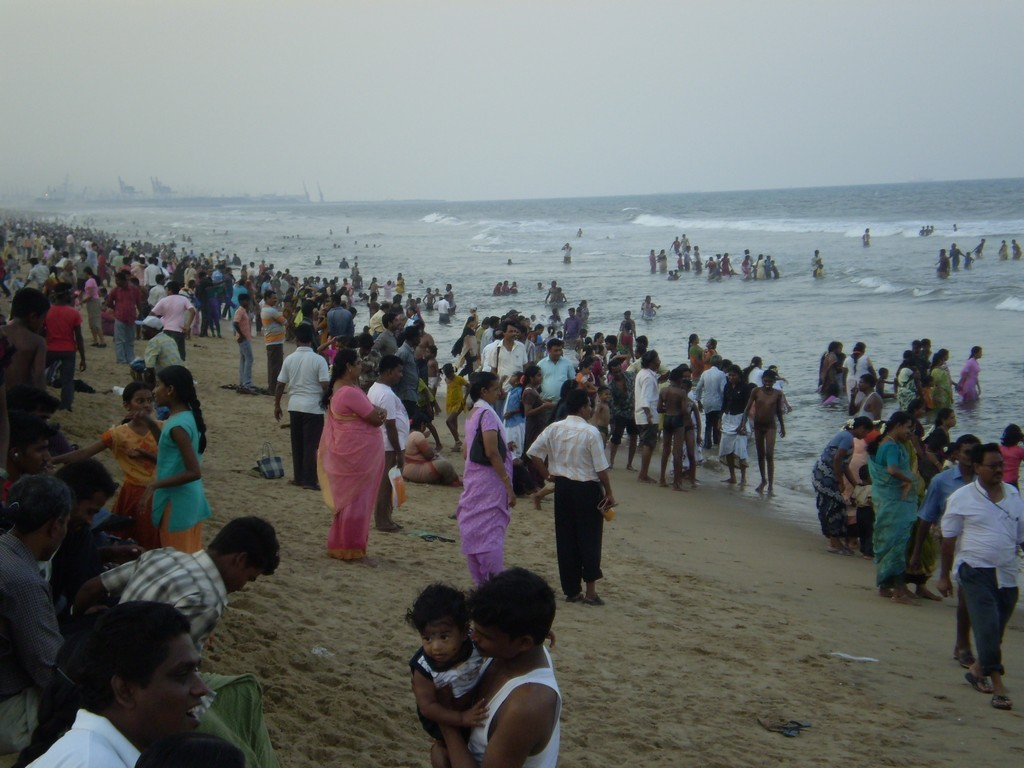
La foule sur la plage
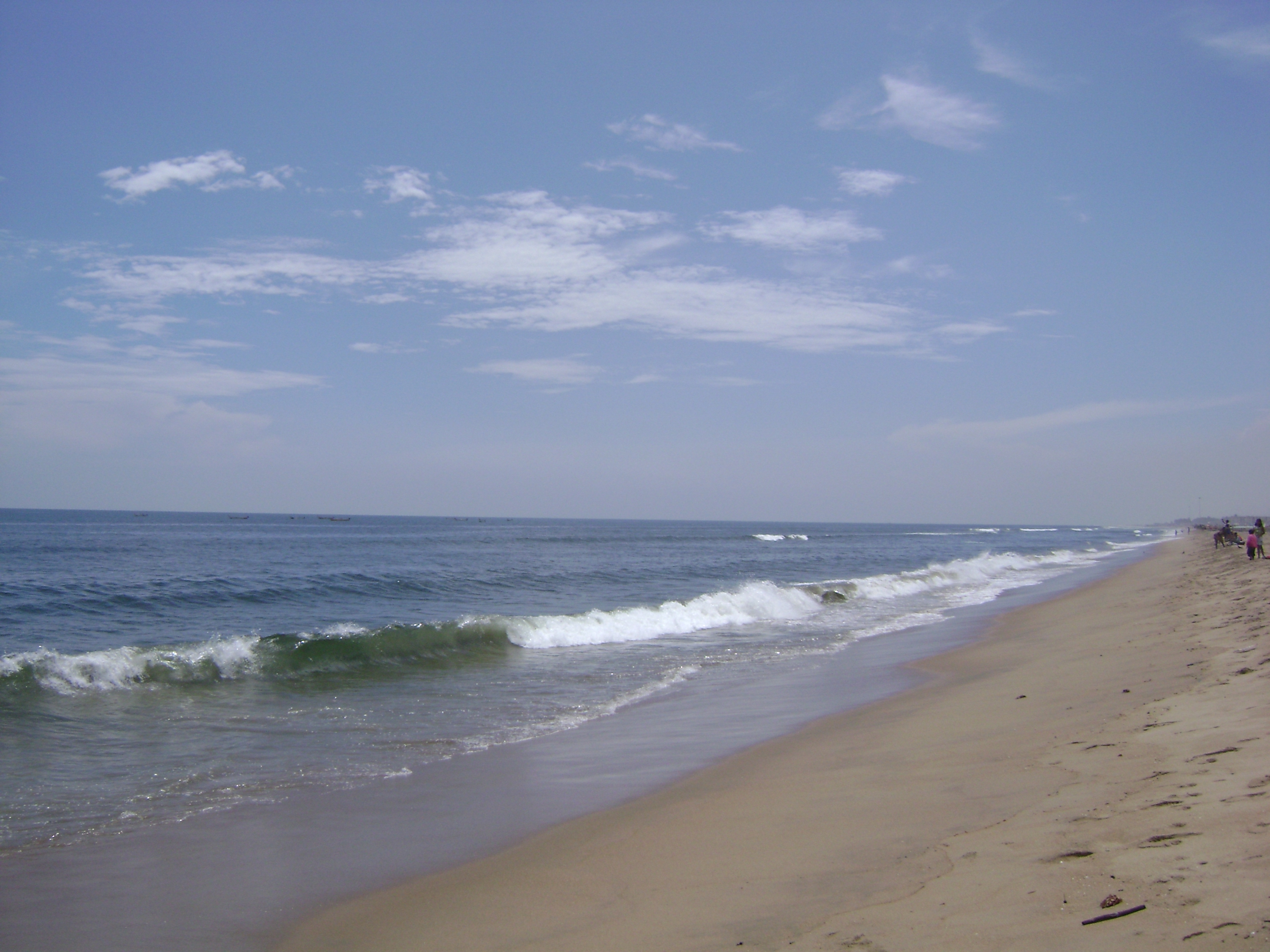
La plage, le matin

## Les statues situées le long de la plage
La première statue fut érigée en 1959, il s'agit du Mahatma Gandhi en 1959. Depuis, bon nombre ont vu le jour, jusqu'à la dernière en date, celle de Sivaji Ganesan, en 2006.

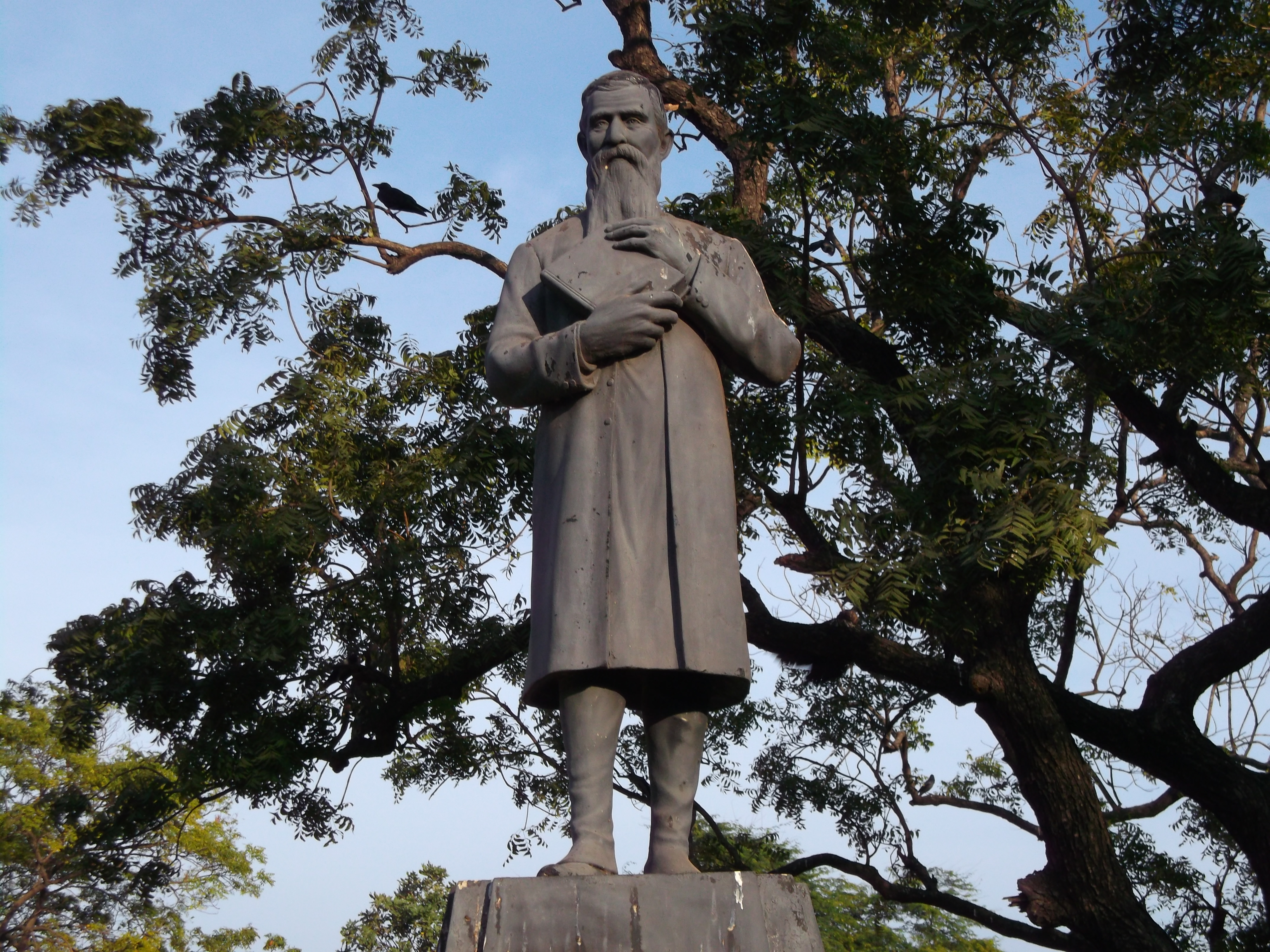
Robert Caldwell (érigée le 2 janvier 1968)
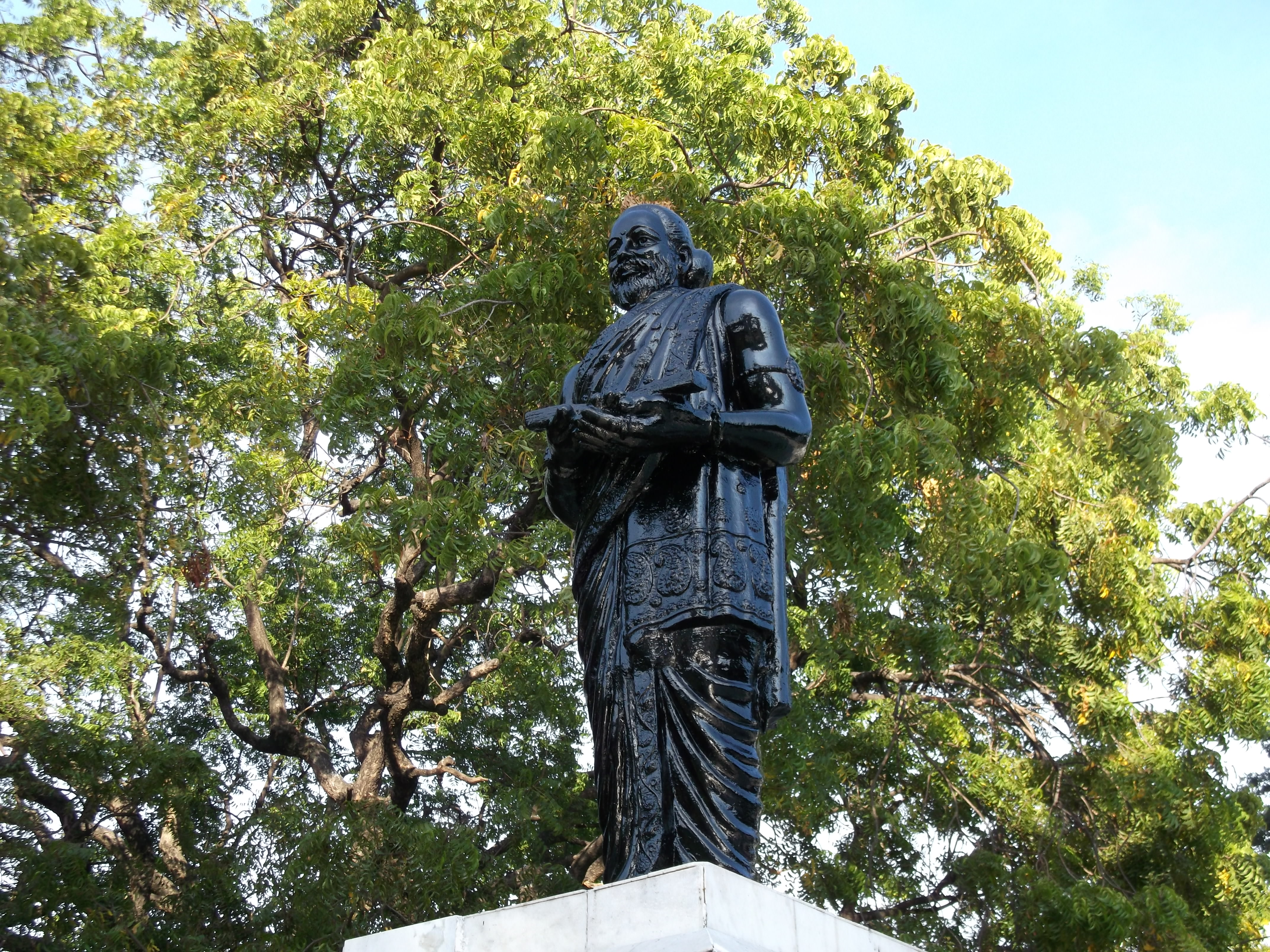
Kambar (érigée le 2 janvier 1968)
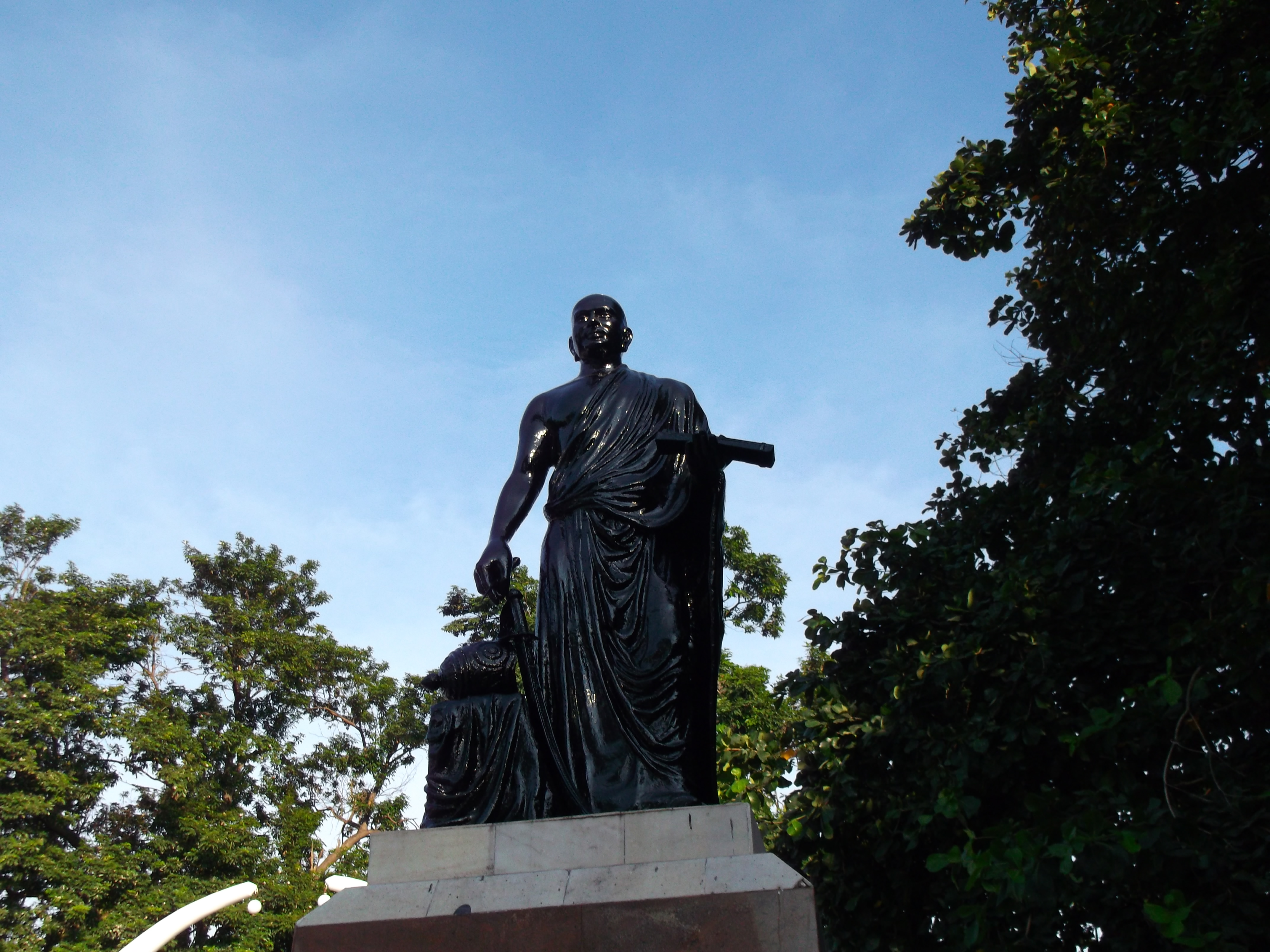
Ilango Adigal (érigée le 7 novembre 1971)
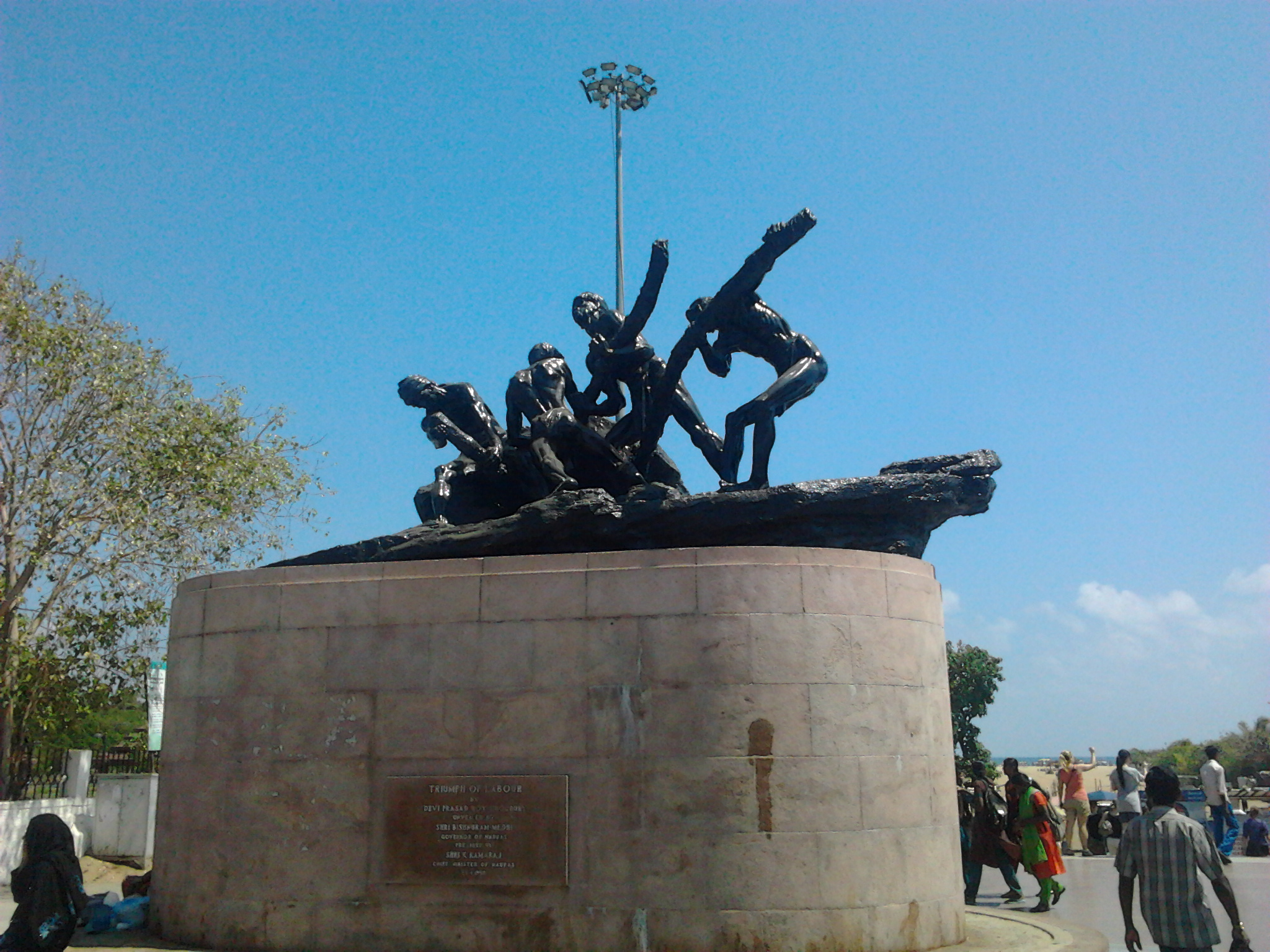
Triumph of Labour (érigée le 25 janvier 1959)
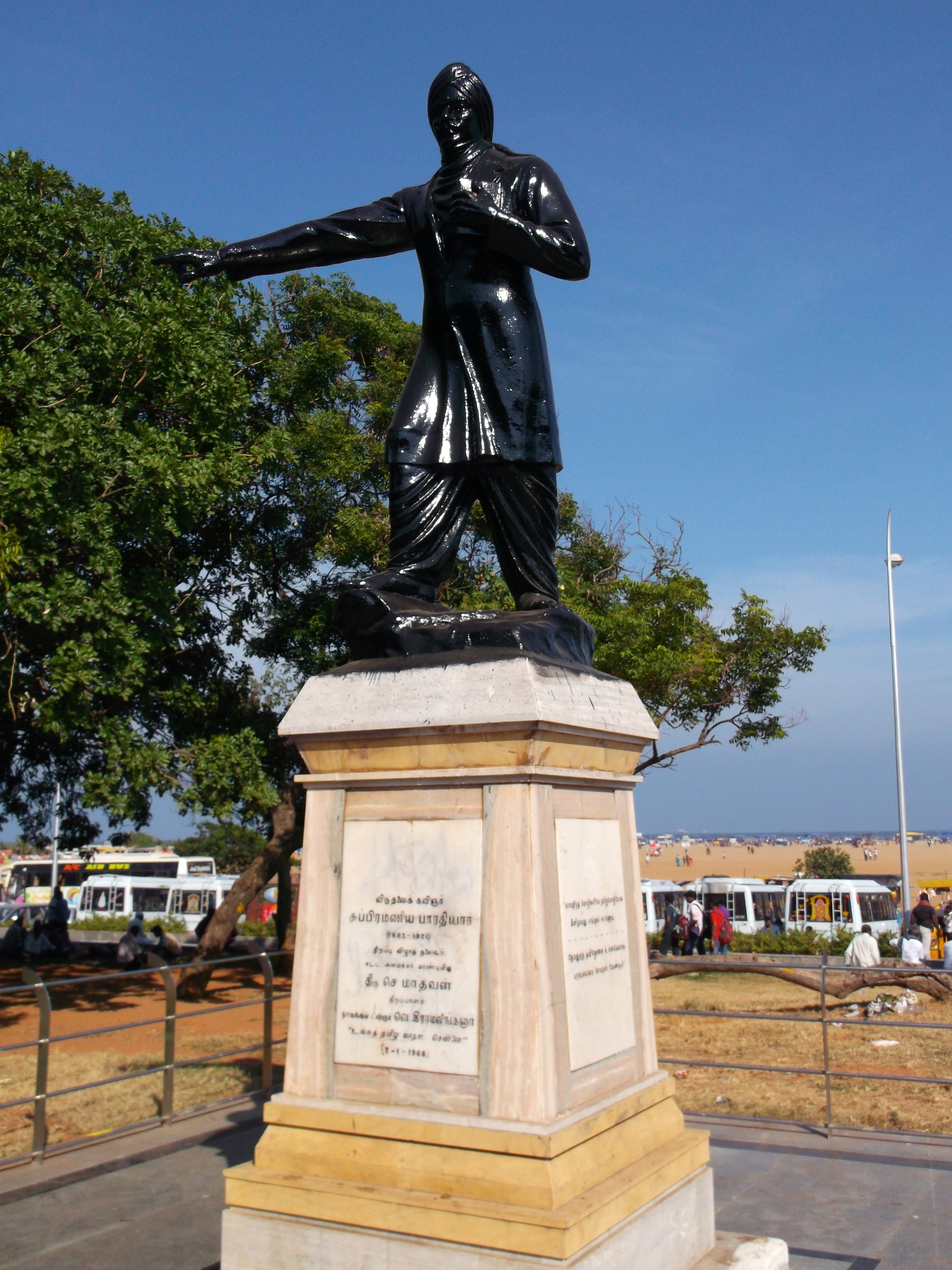
Subramaniya Barathiyar (érigée le 2 janvier 1968)
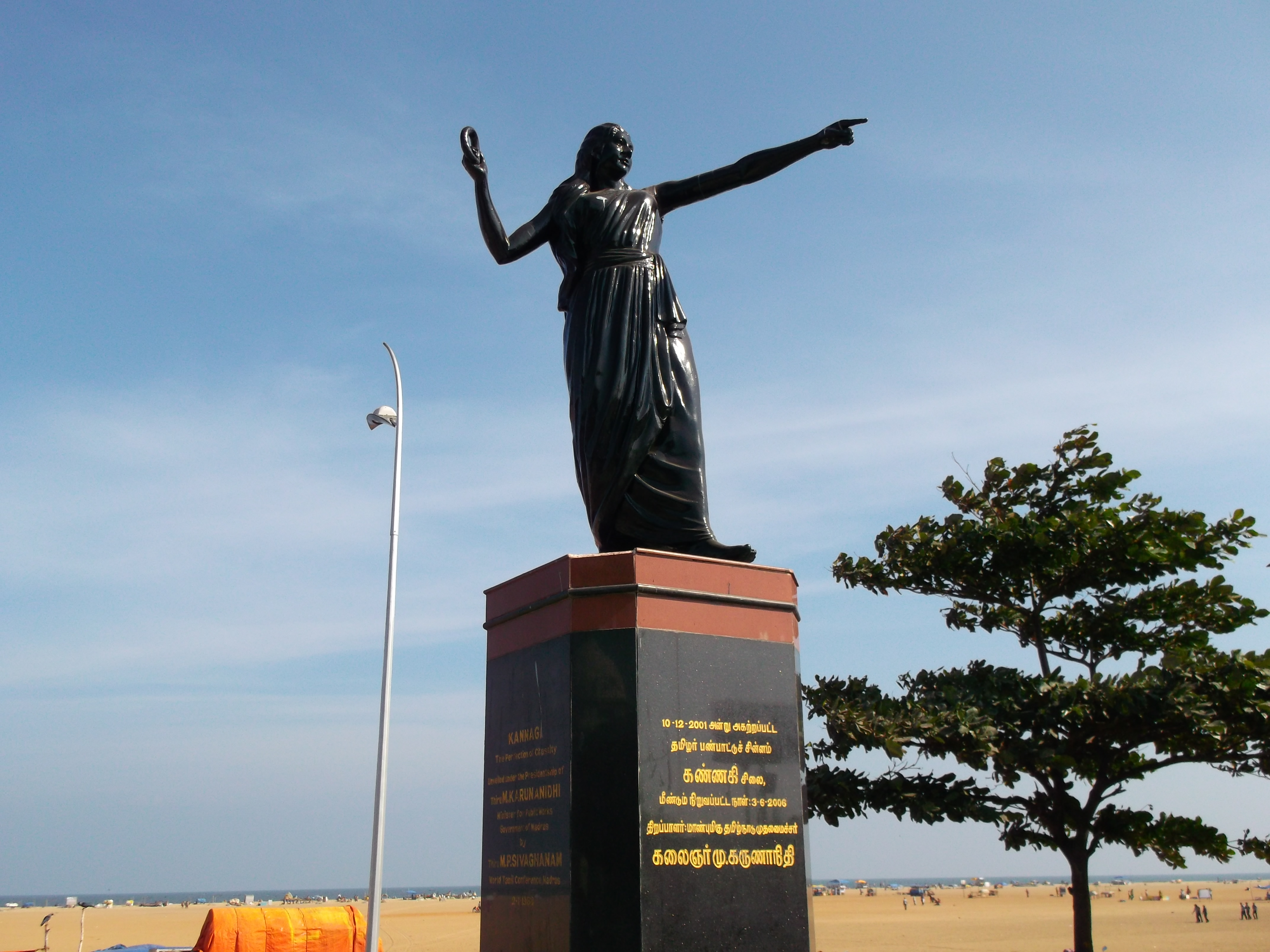
Kannagi (érigée le 2 janvier 1968/poursuivie le 3 juin 2006)
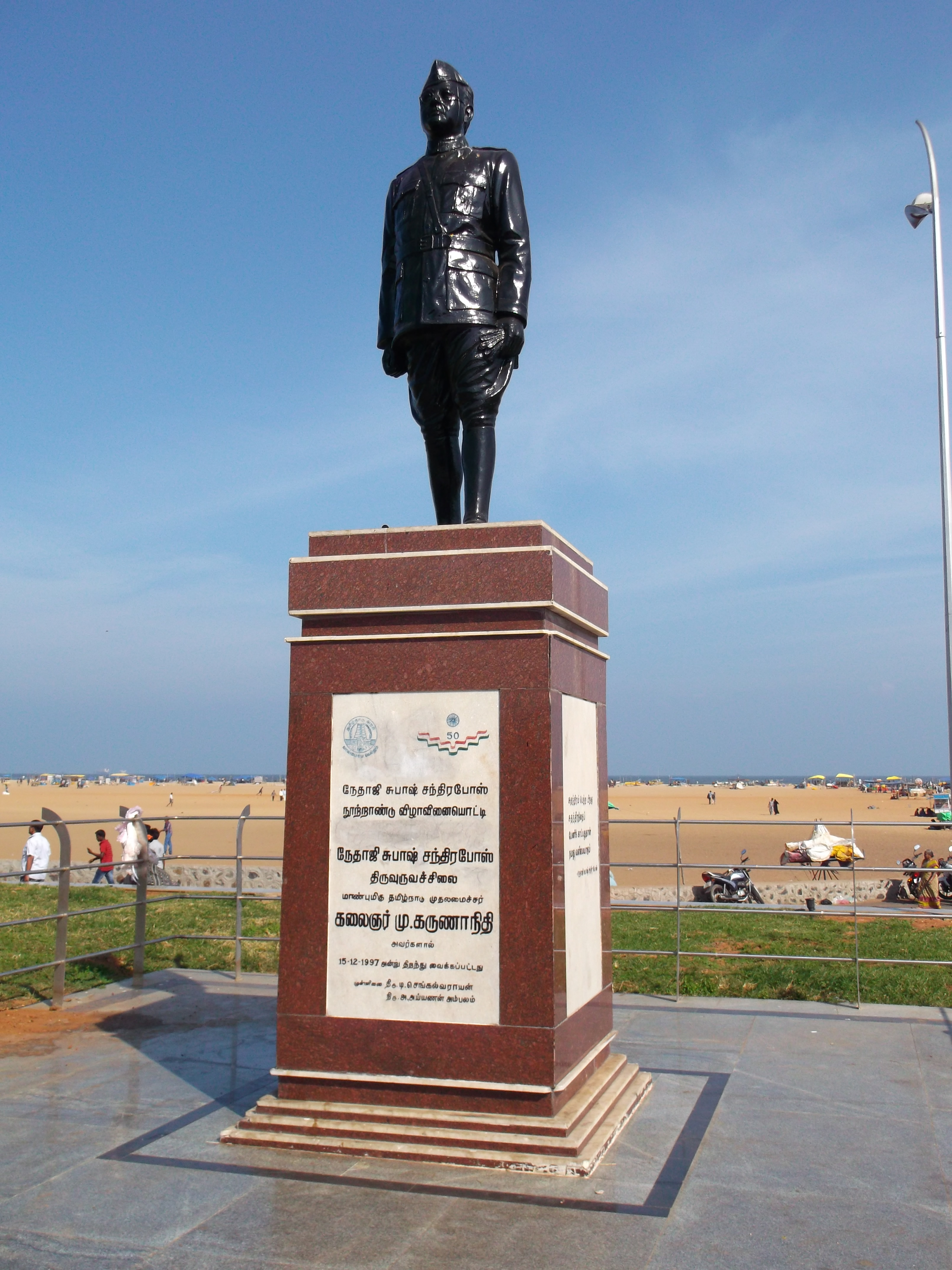
Subhas Chandra Bose (érigée le 15 décembre 1997)
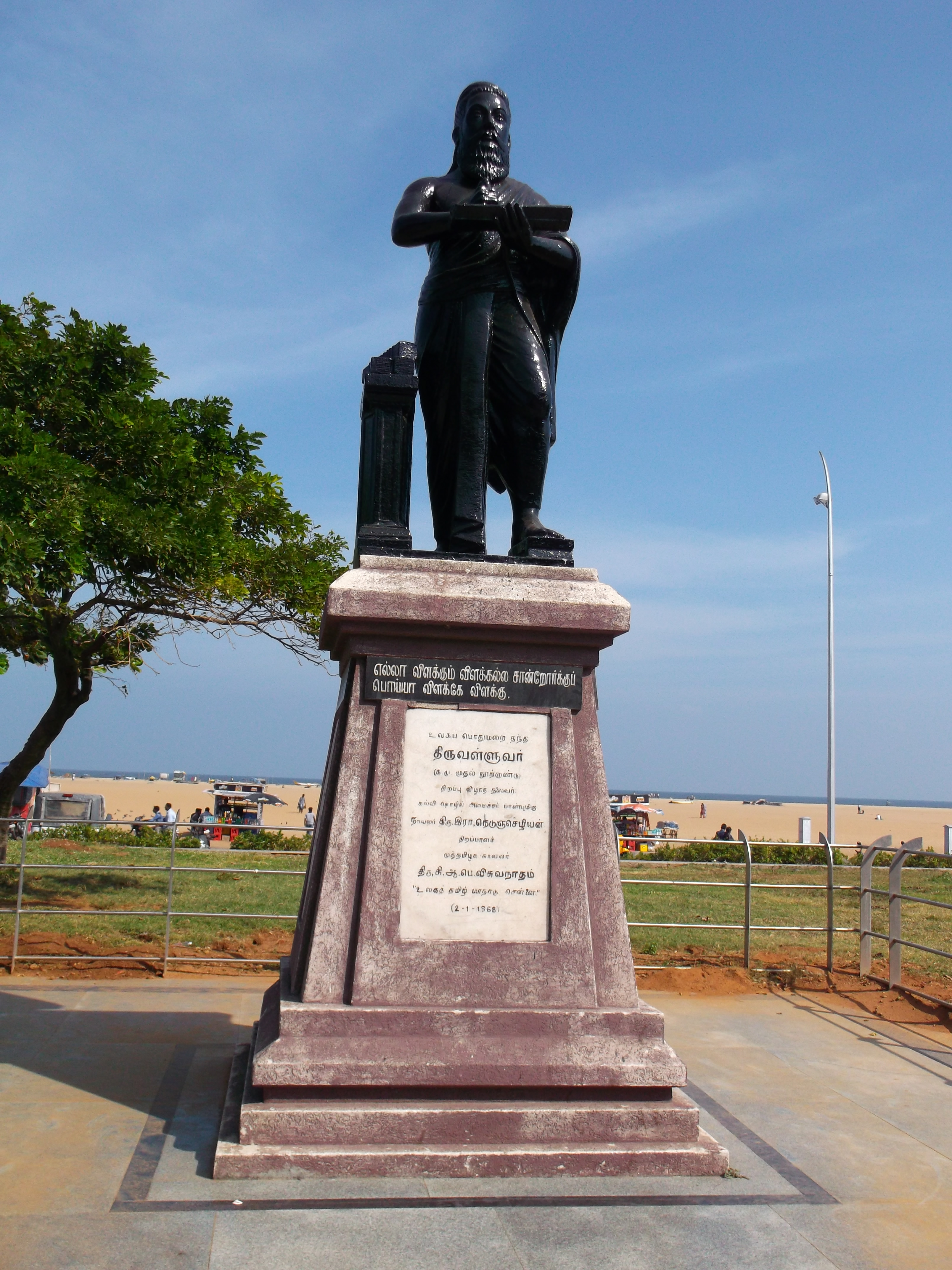
Thiruvalluvar (érigée le 2 janvier 1968)
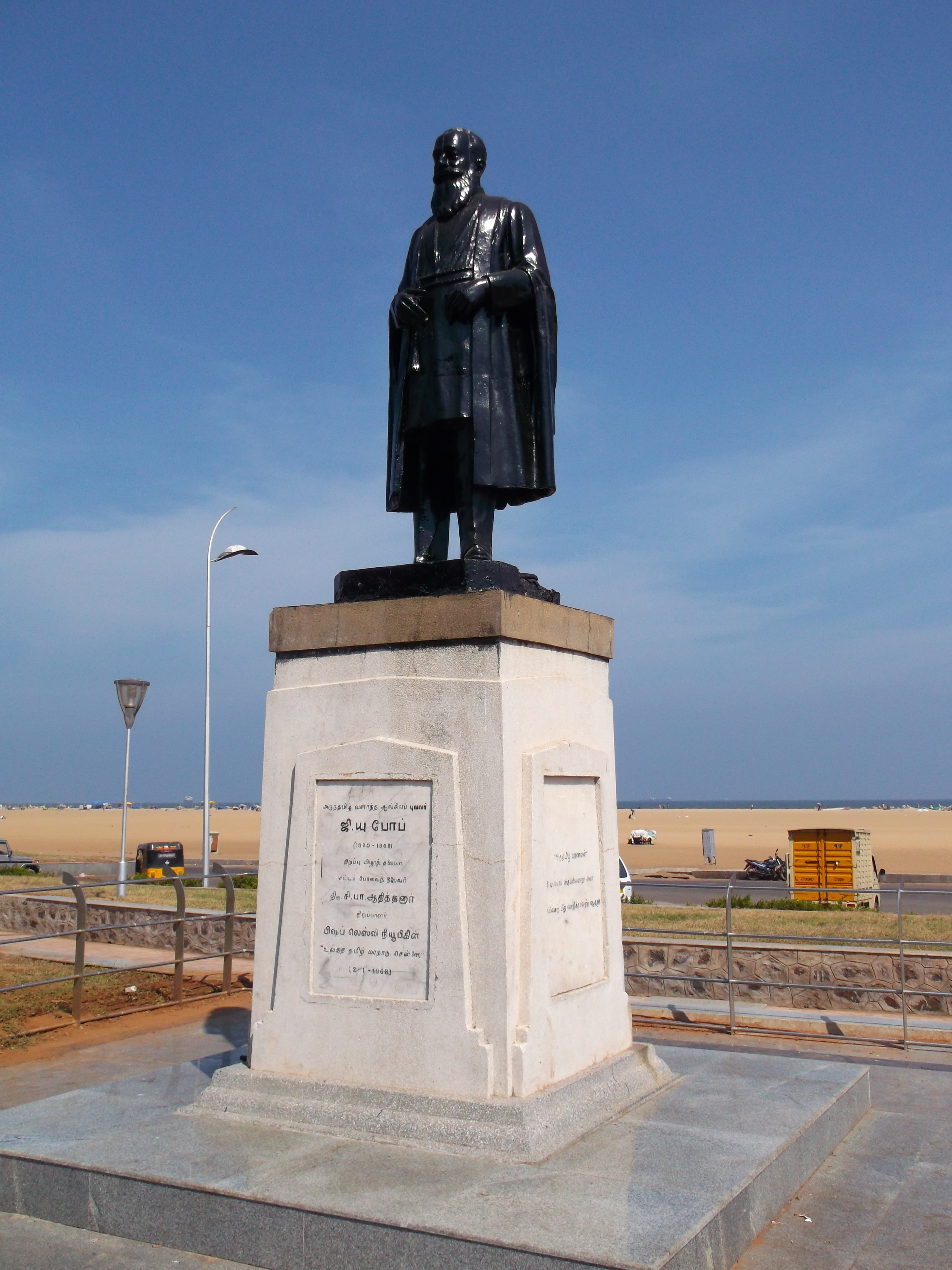
George Uglow Pope (érigée le 2 janvier 1968)
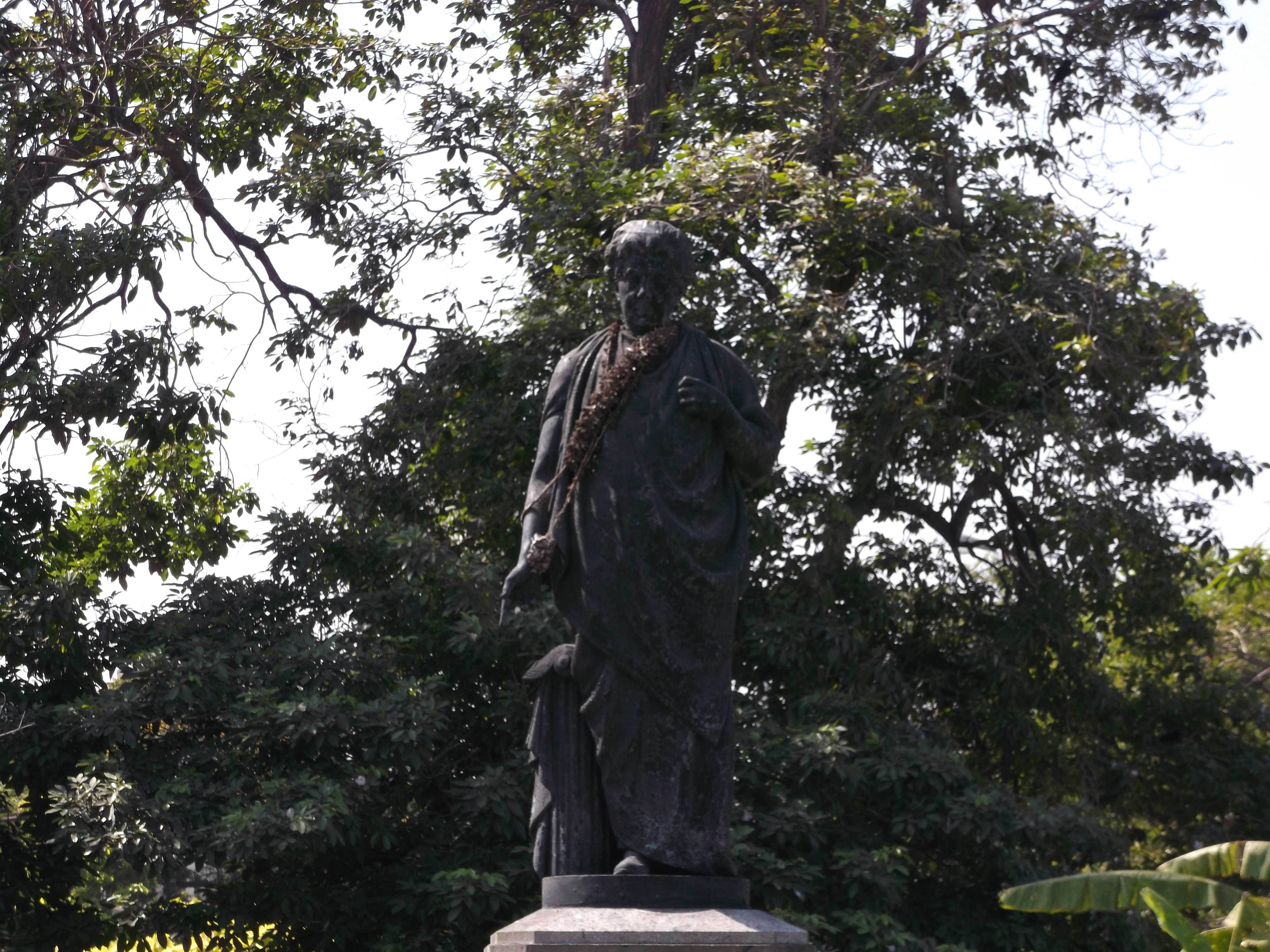
Annie Besant
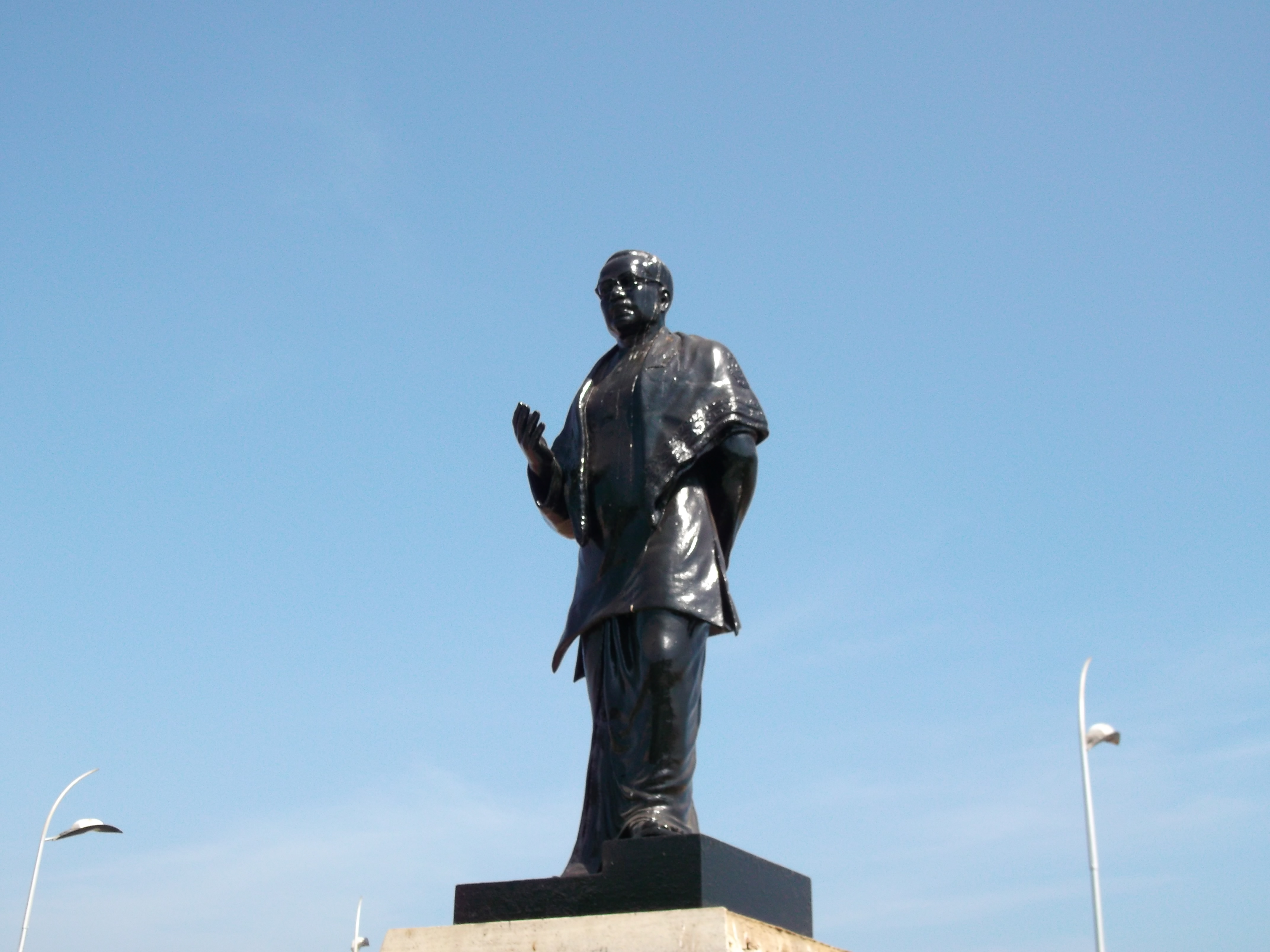
Bharathidasan (érigée le 2 janvier 1968)
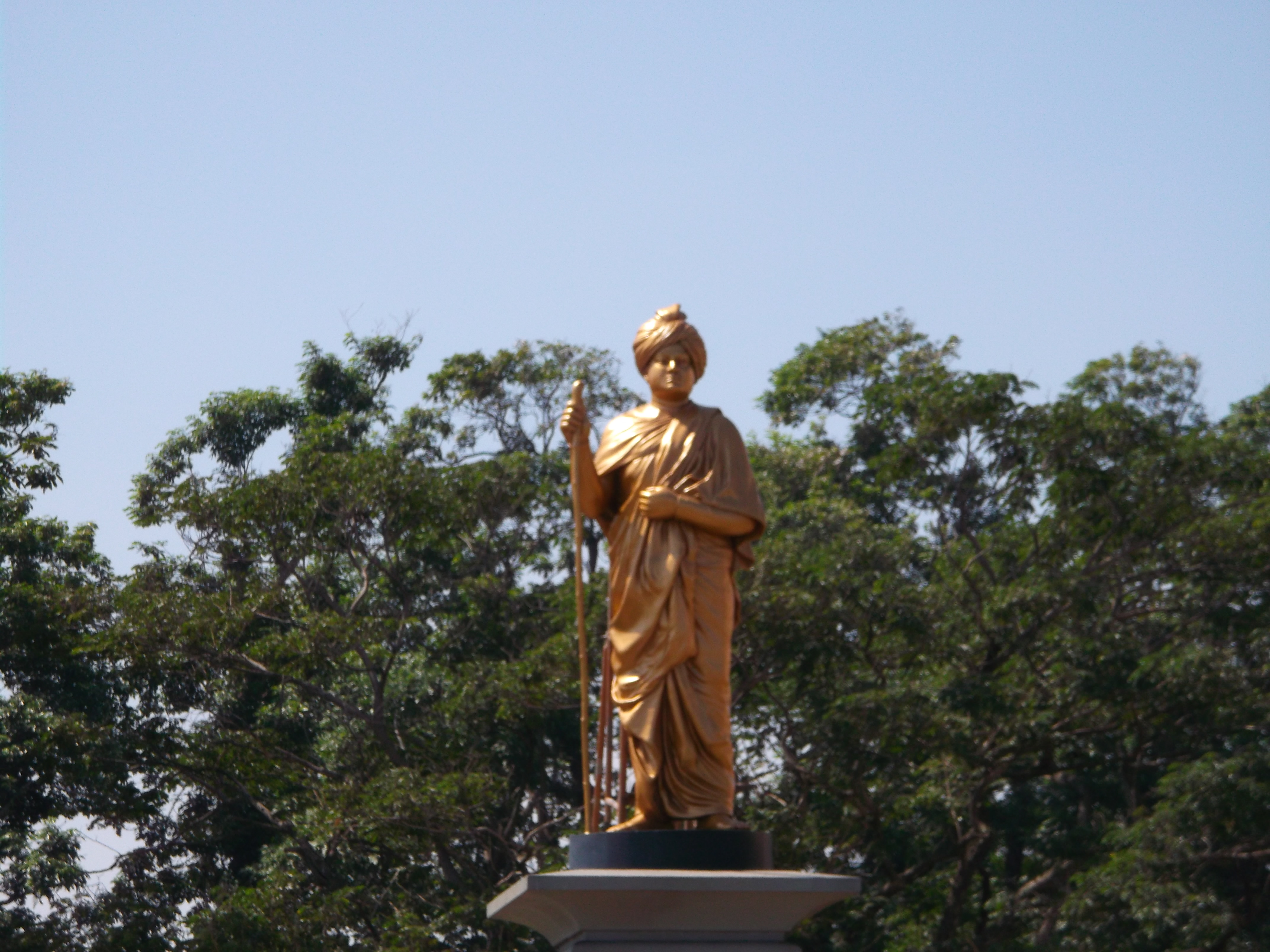
Swami Vivekananda (érigée le 12 juillet 1964)
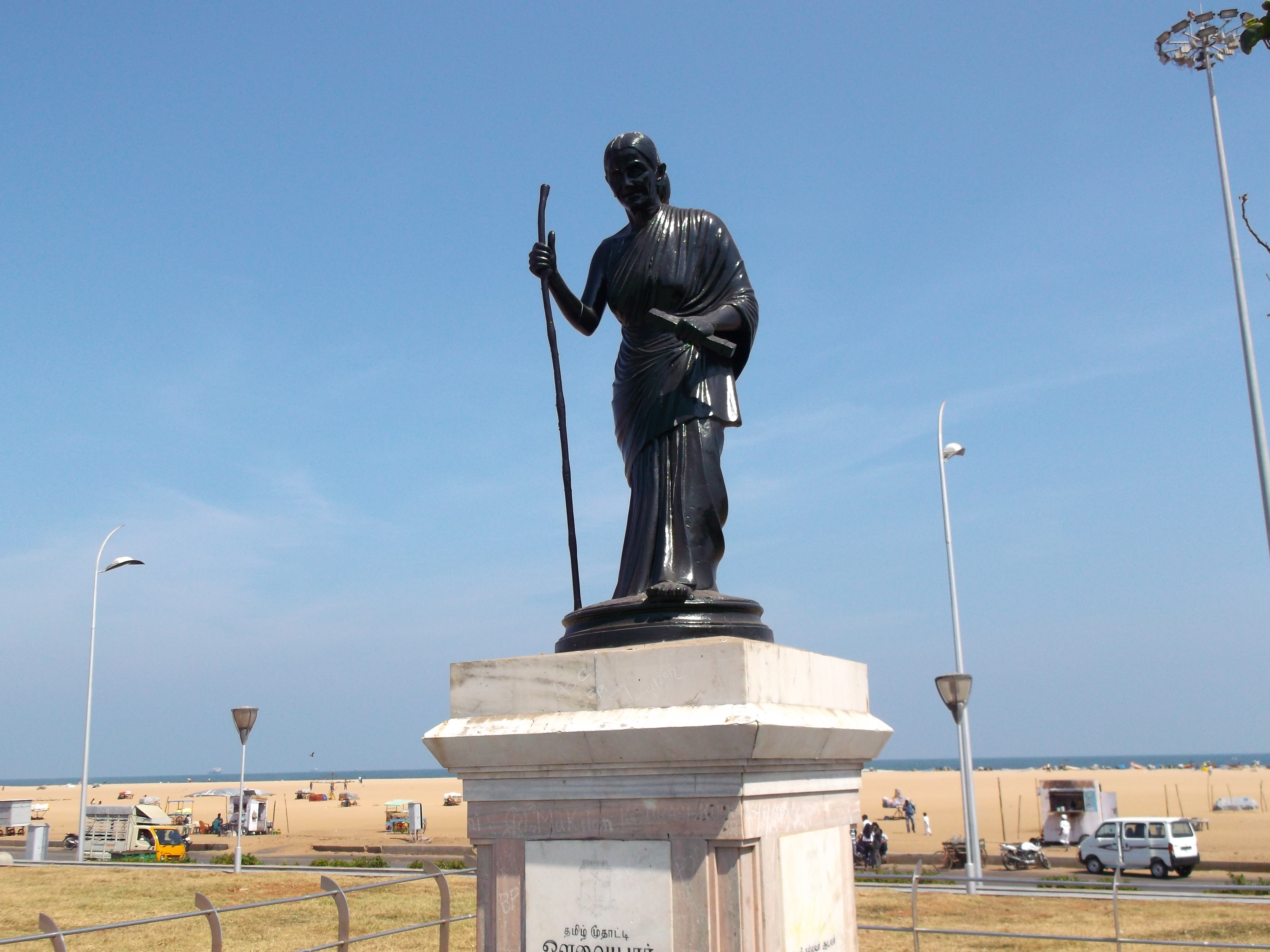
Auvaiyar (érigée le 2 janvier 1968)
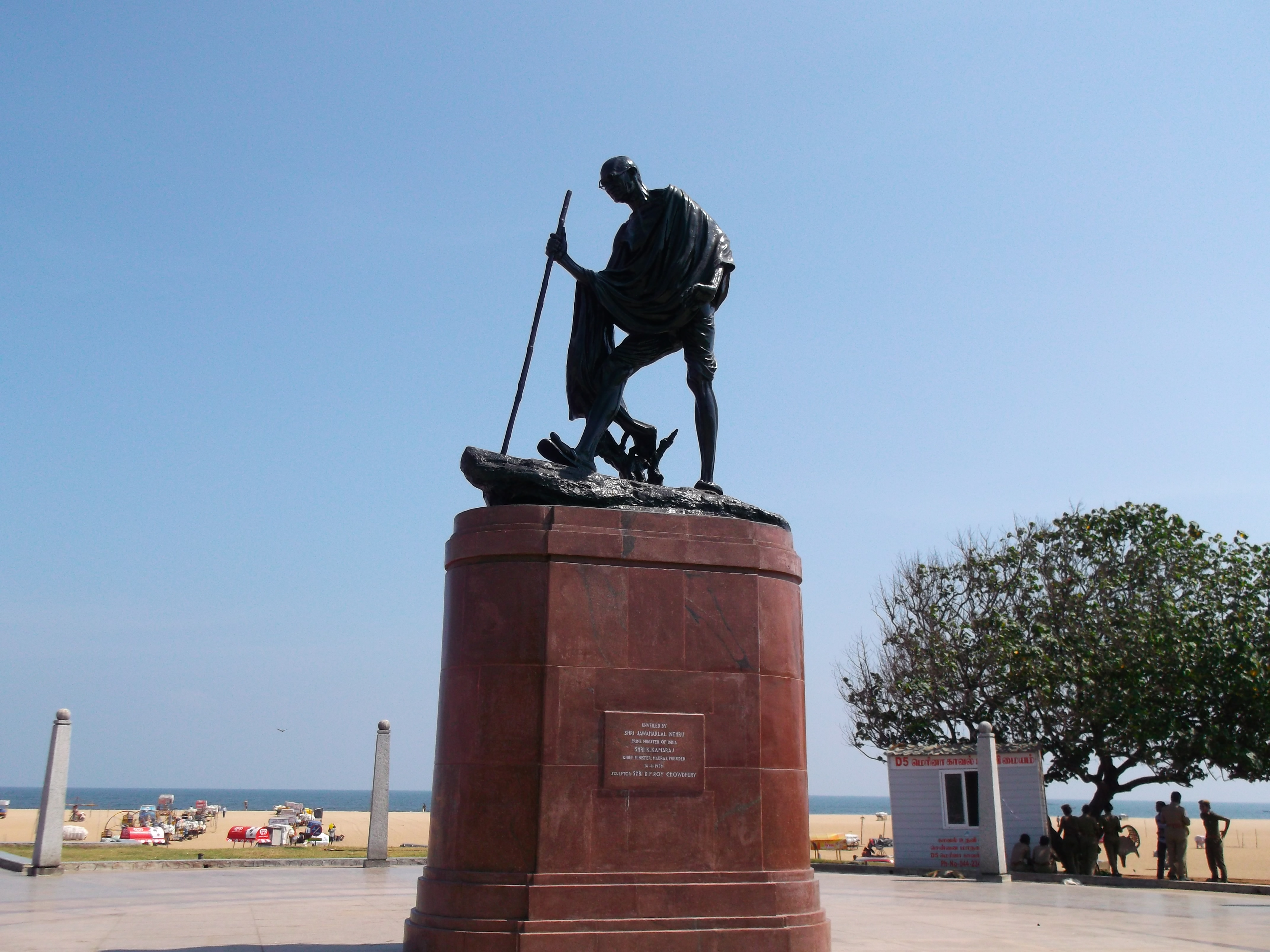
Mahatma Gandhi (érigée le 14 avril 1959)
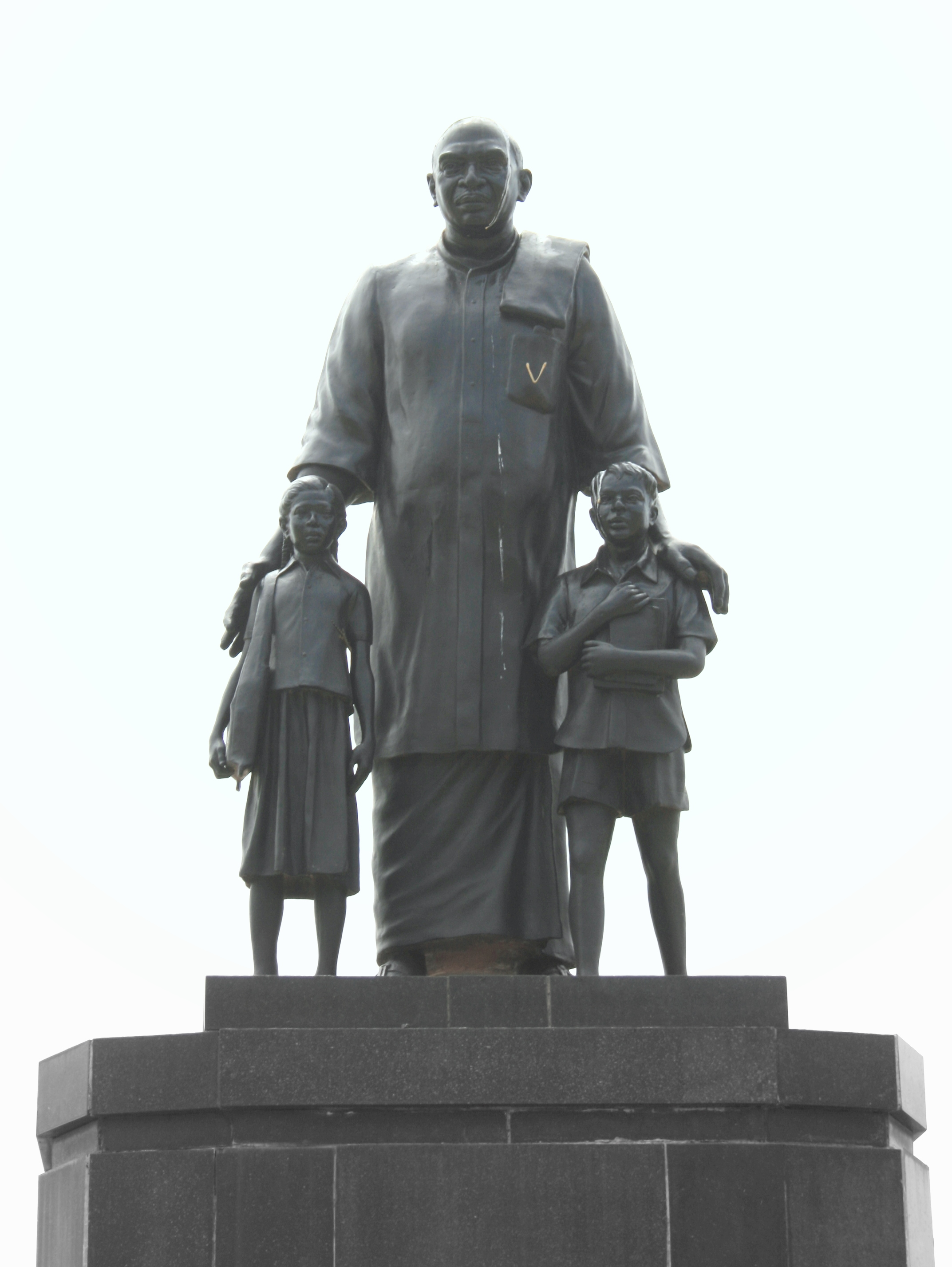
Kamarajar

## Tsunami de 2004
Marina Beach a été touché de plein fouet lors du tsunami du 26 décembre 2004.